# 일당우위제
일당우위제(一黨優位制, one-party dominant system)는 1개의 나라에 2개 이상의 정당들이 있으나 1개의 정당이 여당으로서 집권하며 압도적인 비중으로 정치기구들을 장악하여 일당제와 상당 부분 유사한 체제나 상태이다. 일반적으로 선거에 의한 정권교체가 허용되어도 아직 전례가 없는 나라들을 뜻하는 일이 많다.

## 대한민국의 일당우위제
대한민국에서는 1997년에 당시 제1야당이던 새정치국민회의의 김대중 후보가 여당이던 한나라당의 이회창 후보를 누르고 대통령에 당선되어 최초로 국민선거에 의한 정권교체가 실현되어 일당우위 정당제가 끝났다.
또한 2007년에 제1야당이던 한나라당의 이명박 후보가 여당이던 대통합민주신당의 정동영 후보를 누르고 대통령에 당선되어 2번째 국민선거에 의한 정권교체를 하는 동시에 10년 만에 정권재탈환을 하였고, 2017년 박근혜 전 대통령의 탄핵 이후 더불어민주당(민주당)의 문재인 후보가 자유한국당(새누리당)의 홍준표 후보를 누르며 정권교체 및 정권재탈환을 하여 사실상 양당제적인(새누리당과 민주당) 다당제를 확립하게 된다.

### 제3공화국
1963년에 실시된 제5대 대통령 선거와 1967년에 실시된 제6대 대통령 선거에서 민주공화당의 박정희 후보가 제1야당(제5대 대통령 선거 당시 민정당, 제6대 대통령 선거 당시 신민당)의 윤보선 후보를 누르고 당선되었으며, 1971년에 있던 제7대 대통령 선거에서도 제1야당의 김대중 후보를 누르고 당선되었다.

### 제5공화국
1987년에 실시된 제13대 대통령선거에서 민주정의당의 노태우 후보가 제1야당(통일민주당)의 김영삼 후보를 누르고 당선되었다.

### 제6공화국
1992년에 실시된 제14대 대통령선거에서 민주자유당의 김영삼 후보가 제1야당(민주당)의 김대중 후보를 누르고 당선되었다.

### 일당우위제 시대의 종말
1997년에 실시된 대한민국 제15대 대통령 선거에서 제1야당 새정치 국민회의의 김대중 후보가 당시 여당이었던 한나라당의 이회창 후보를 누르고 대통령에 당선되면서 대한민국에서는 건국이래 처음으로 선거를 통한 정권교체가 실현되어 일당우위 정당제 시대가 끝났다.

## 국제 사례

### 현존하는 우위 정당

대표적인 일당 우위제의 예인 헝가리 국민의회

#### 아프리카
- 남아프리카 공화국: 아파르트헤이트 체제 시절에는 좌익 정당은 금지되었으며, 우익정당이나 자유주의 정당은 활동 가능했으나, 당시 투표권은 백인에게만 주어졌기에 백인우월주의적, 백인지배적인 국민당이 거의 모든 의석을 차지하였다. 아파르트헤이트 체제가 폐지된 이후에 국민당은 몰락하였고, 아파르트헤이트 체제 시절에 최대 흑인 지하 운동 단체인 아프리카 민족회의가 정당화되면서 매우 압도적인 의석수를 확보하면서 현재까지 일당우위제를 유지하고 있다.

#### 아시아
- 싱가포르:  건국 이후부터 지금까지 인민행동당이 거대여당으로 존재했고, 법상으로는 민주주의 국가이며 야당이 존재하기는 하나 사실상 일당독재이다.
- 일본: 1955년부터 자유민주당이 거대 여당으로 존재하였으며 2009년 일시적으로 민주당이 짧게 집권하기도 하였으나 2012년 이후 다시 자유민주당의 일당우위 현상이 강하게 되었다.
- 몽골: 2016년까지는 민주당과 몽골 인민당의 양당체제였으나, 개헌으로 중선거구제가 소선거구제로 바뀌며 몽골인민당이 의회에서 압도적 우위를 점하고있다.
- 미얀마: 민주화 이후 아웅산 수찌의 국민민주연맹이 압승하였다.

#### 유럽
- 헝가리: 2010년 총선에서 오르반 빅토르가 이끄는 피데스가 압승한 이후 현재까지 피데스가 의회의 2/3 이상을 차지하고있다.
- 러시아: 푸틴이 2000년대 초 대통령에 취임하고 통합 러시아가 여당이 된 이후, 현재까지 통합 러시아당이 압도적인 의석을 확보하고 있다.

#### 남아메리카
- 베네수엘라: 1999년 우고 차베스 집권 이후, 빈민들이 많은 베네수엘라에 과감한 사회민주주의적 복지 정책을 추진하면서 대중들의 큰 지지를 얻었고, 현재까지 제5공화국운동당과 그 후계정당인 베네수엘라 연합사회당이 매우 압도적인 의석수를 확보하고 있다.

### 과거의 우위 정당
- 멕시코: 제도혁명당은 1929년과 2000년 사이 헤게모니적 권력을 가지고 멕시코 정계에 군림했었다.
- 말레이시아: 2018년까지는 통일말레이국민조직이 압도적 우위를 점했으나, 2018년 총선에서 좌파 야당에 패배하고 권한을 잃었다.

## 같이 보기
- 다당제
- 권력정당
- 권력 분립
- 부드러운 전제 정치
- 양당제